# Louis-Alexandre Bottée
Louis-Alexandre Bottée, né le 14 mars 1852 à Paris où il est mort le 14 novembre 1940, est un médailleur français.

## Biographie
Louis-Alexandre Bottée fait son apprentissage dès 1865 dans une fabrique de boutons où il est chargé de la gravure des modèles. Élève à l'École des arts décoratifs, il entre à l'atelier de Paulin Tasset en 1869.
Reçu en 1871 à l'École nationale supérieure des beaux-arts, il obtient, en 1878, le premier grand prix de Rome de gravure en médaille et pierre fine.
Il reçoit une médaille d'or au Salon de 1900. Certaines de ses œuvres sont marquées par le style Art nouveau, comme la plaquette pour le jury de l'Exposition universelle de 1900, produite par l'orfèvre Christofle.
Officier de la Légion d'honneur en 1903, il est élu membre de l'Académie des beaux-arts en 1930.

## Œuvres
- Nemours, Château-Musée : 
  - Plaque hommage au graveur Ardail, plâtre, 24 x 23 cm[4].

## Galerie

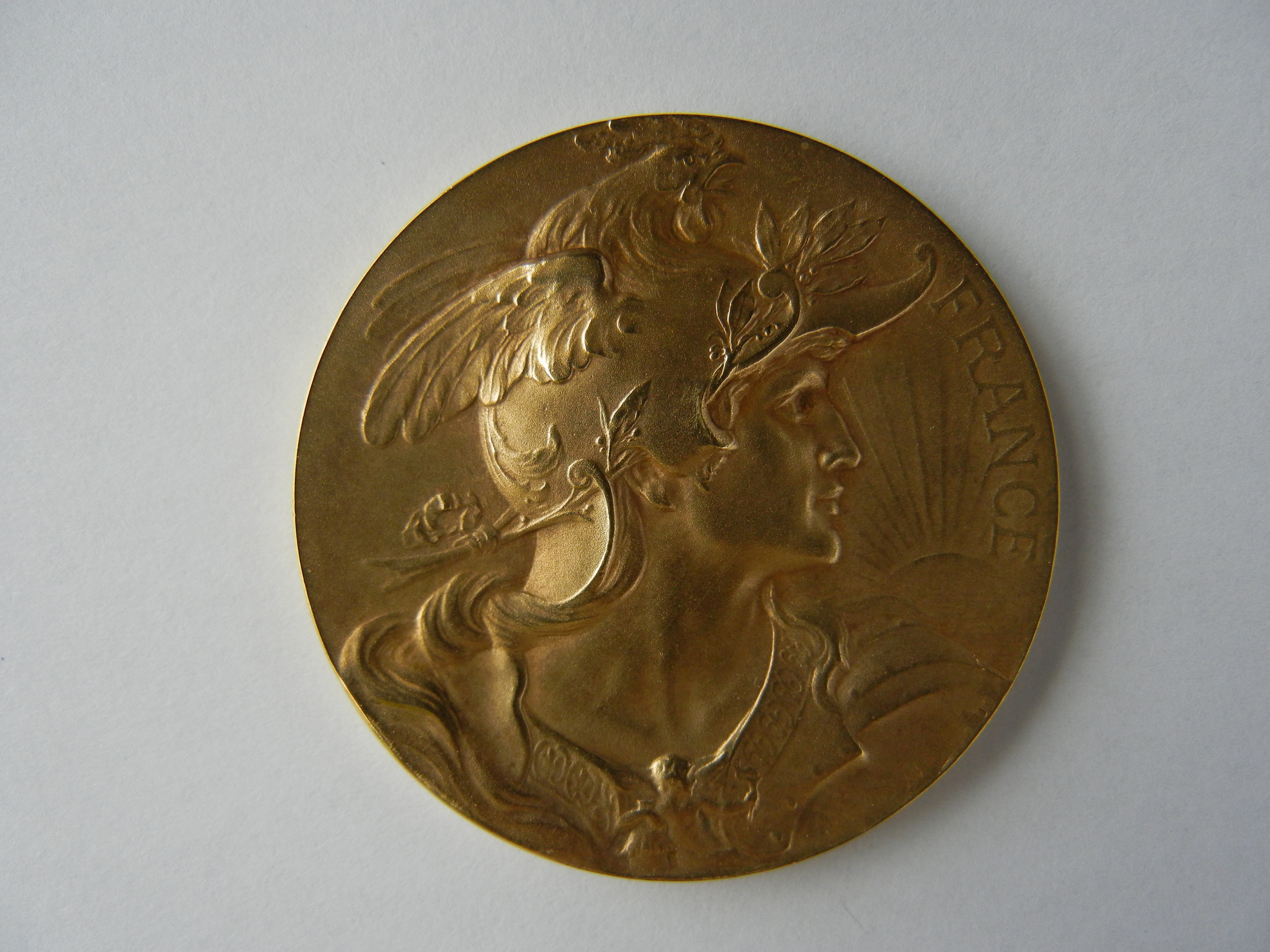
Médaille Comité central des chambres syndicales. Graveur Louis-Alexandre Bottée (1852-1940). Avers
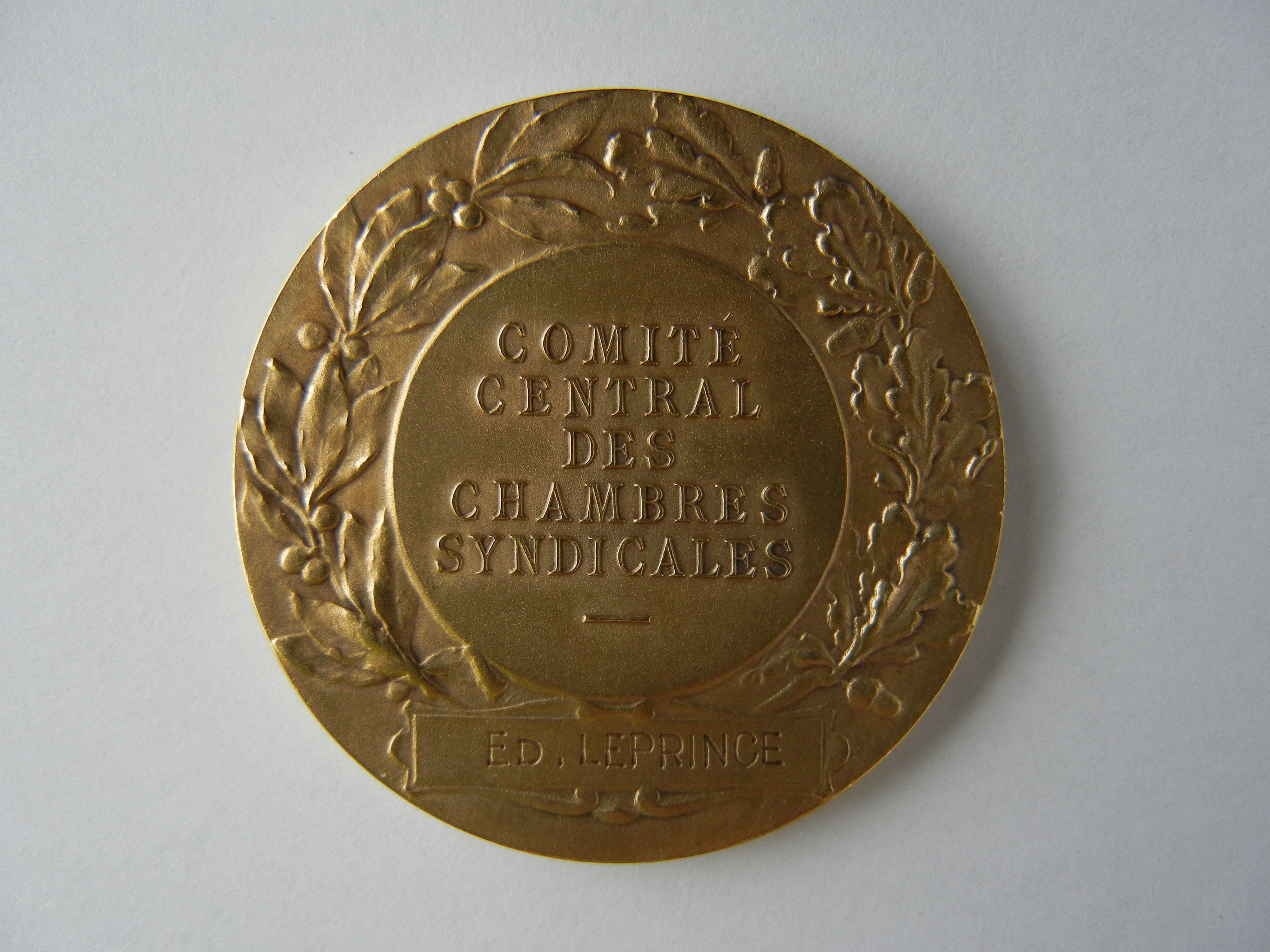
Médaille Comité central des chambres syndicales. Graveur Louis-Alexandre Bottée (1852-1940). Revers
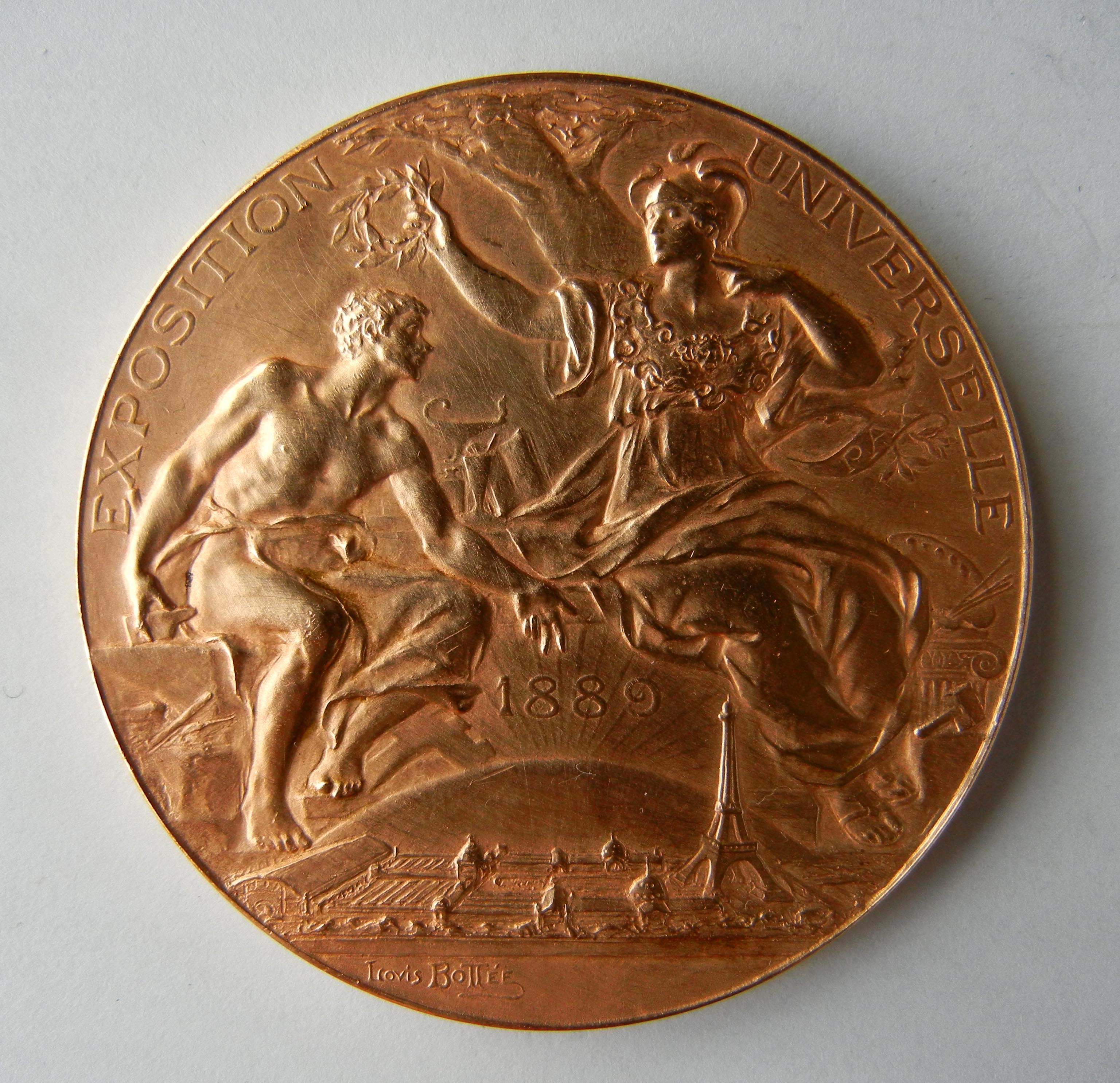
Médaille Exposition universelle de Paris de 1889. Décernée à Gaston Tissandier (1843 - 1899). Graveur Louis-Alexandre Bottée. Avers
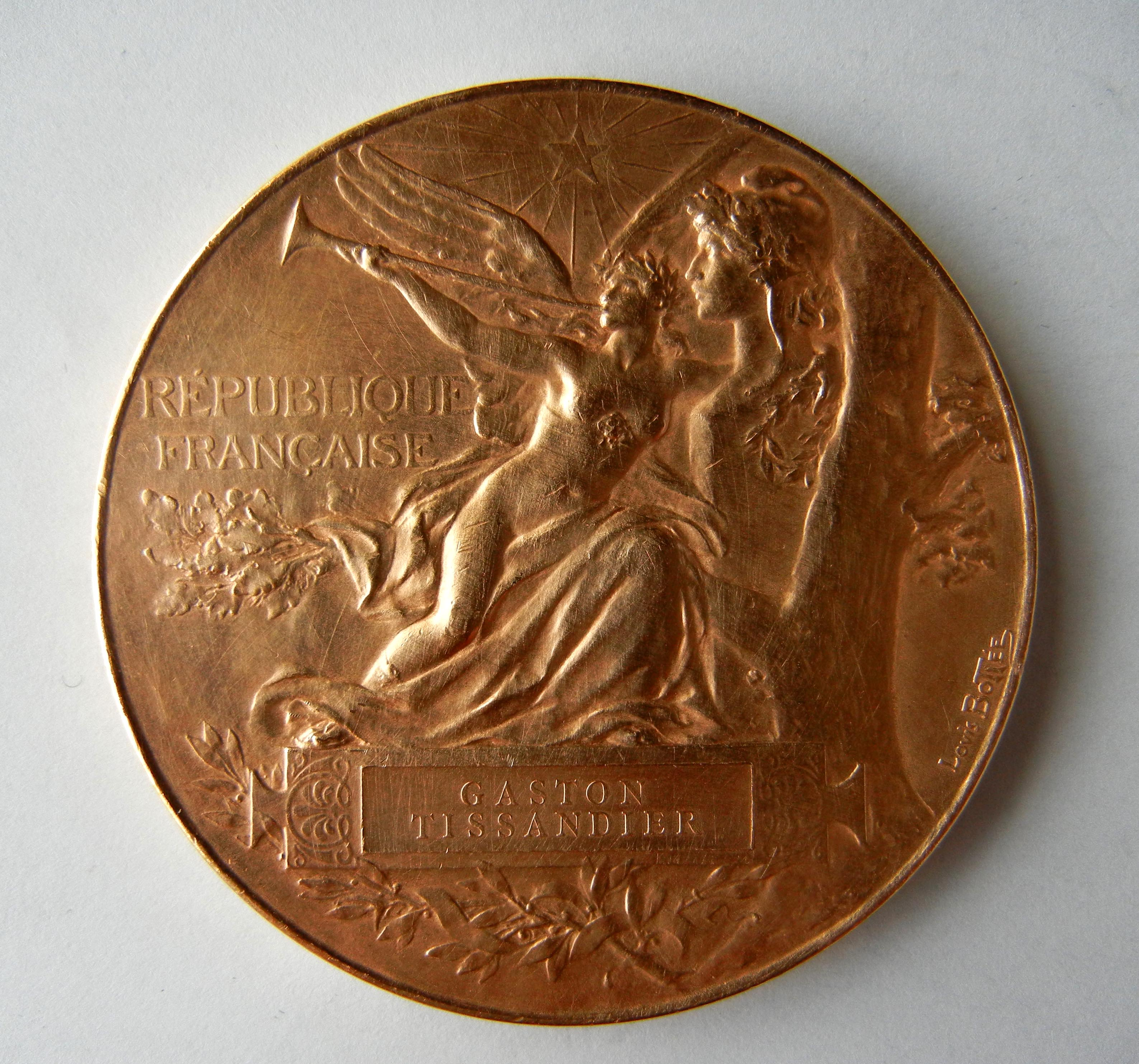
Médaille Exposition universelle de Paris de 1889. Décernée à Gaston Tissandier (1843 - 1899). Graveur Louis-Alexandre Bottée. Revers